# Teodor Asineu
Teodor Asineu (grec antic: Θεόδωρος Ἀσιναῖος, llatí: Theodorus Asinaeus) fou un filòsof neoplatònic grec nadiu d'Àsine, un dels neoplatònics més destacats de l'època tardana.
Fou deixeble de Porfiri. L'esmenta repetidament Procle en els seus comentaris sobre Plató i sovint afegeix adjectius d'elogi al seu nom com ara «el gran» (ὁ μέγας), «l'admirable» (ὁ θαυμαστός) i «el noble» (γενναίος). Va escriure una obra sobre l'ànima, que s'ha perdut. La cita Nemesi d'Emesa amb aquest títol: Ὅτι ἡ ψυχὴ πάντα τὰ εἴδη ἐστί, Animam esse omnes species.